# Deutsche Arbeitsgemeinschaft zum Schutz der Eulen

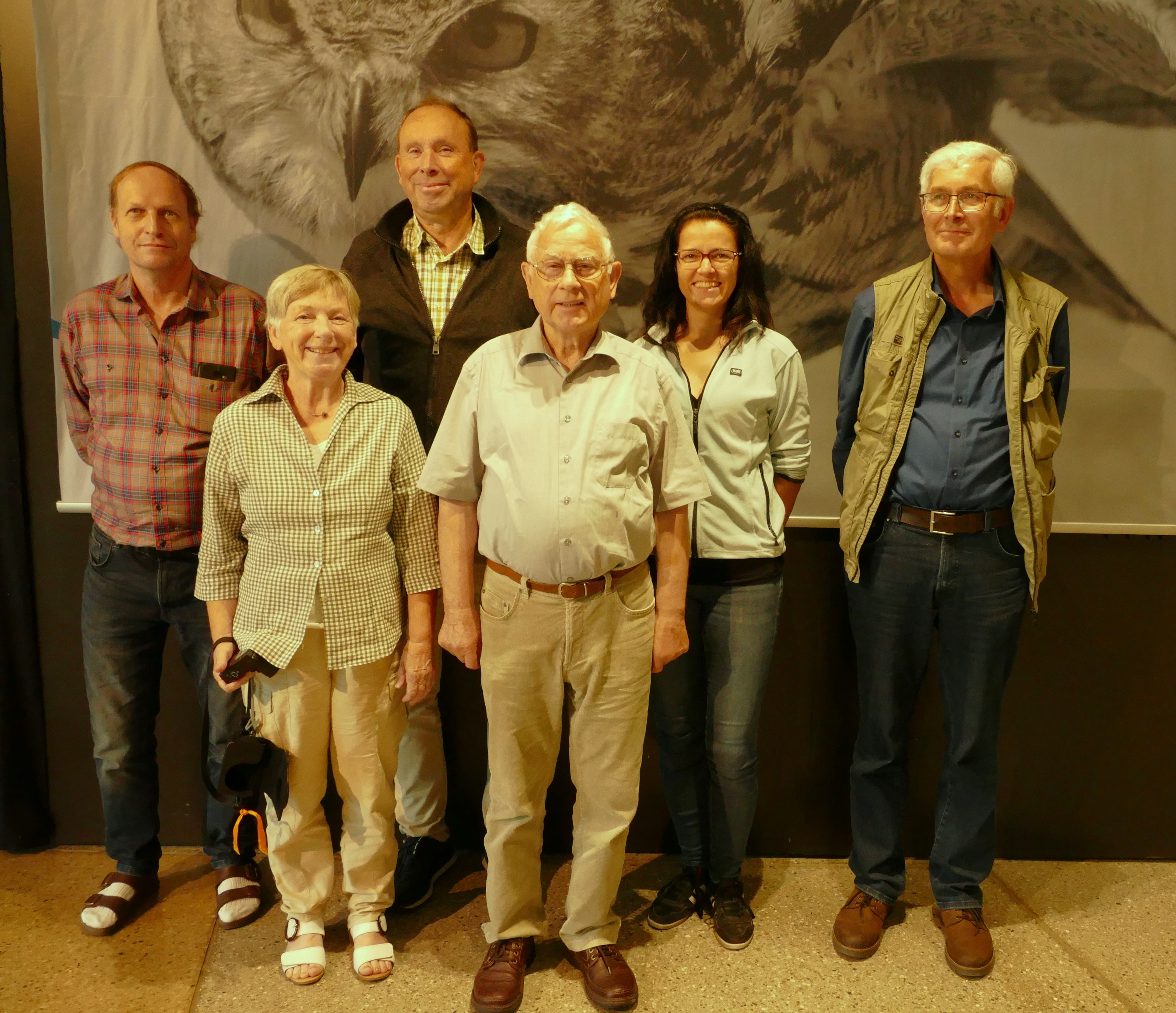
Vorstand der AG Eulen 2024 (von links nach rechts: Martin Lindner, Heidi Hillerich, Michael Jöbges, Klaus Hillerich, Christiane Geidel, Dr. Peter Petermann)

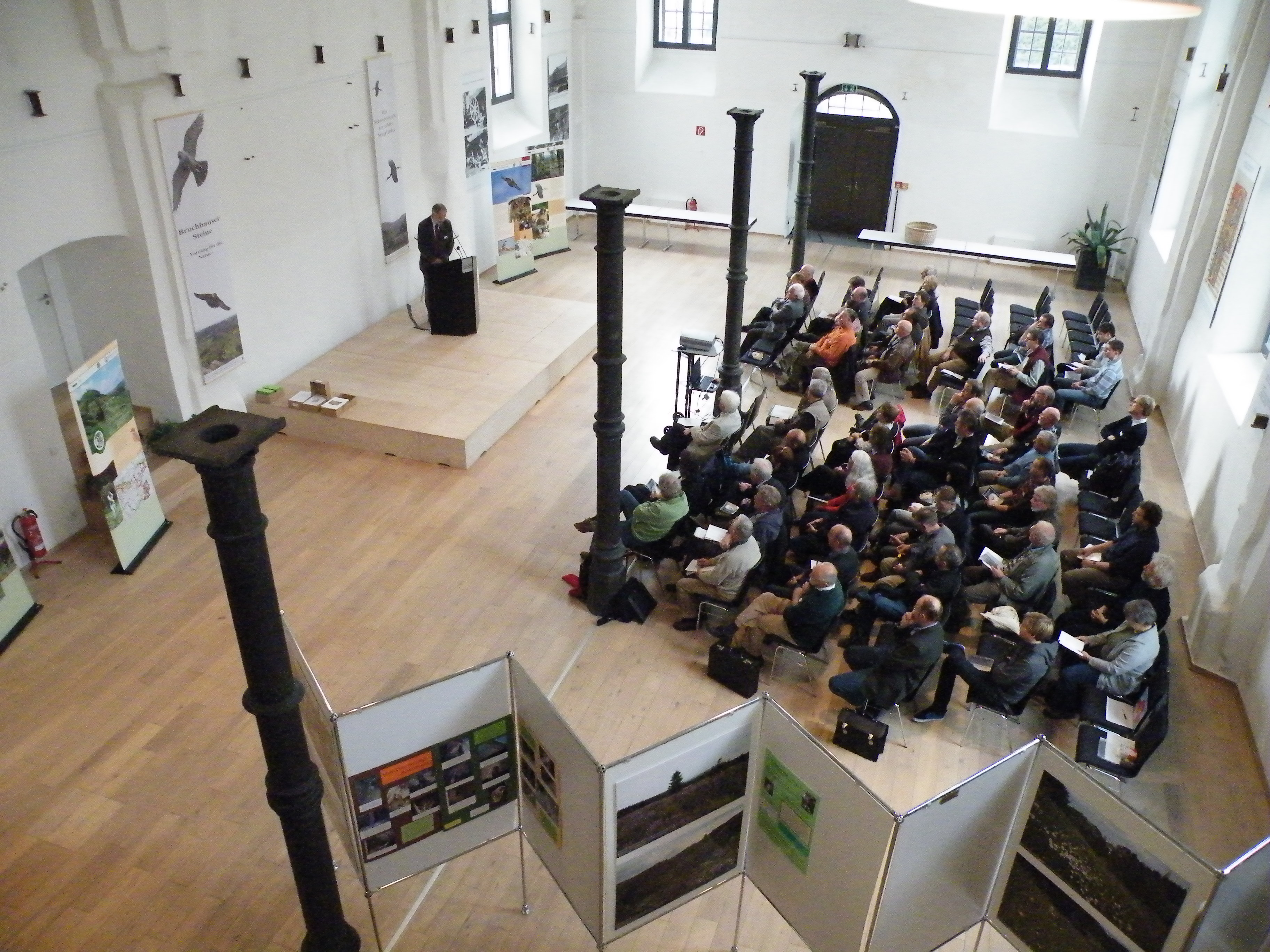
Während eines Vortrag im Kloster Bredelar bei der Jahrestagung der AG Eulen 2011

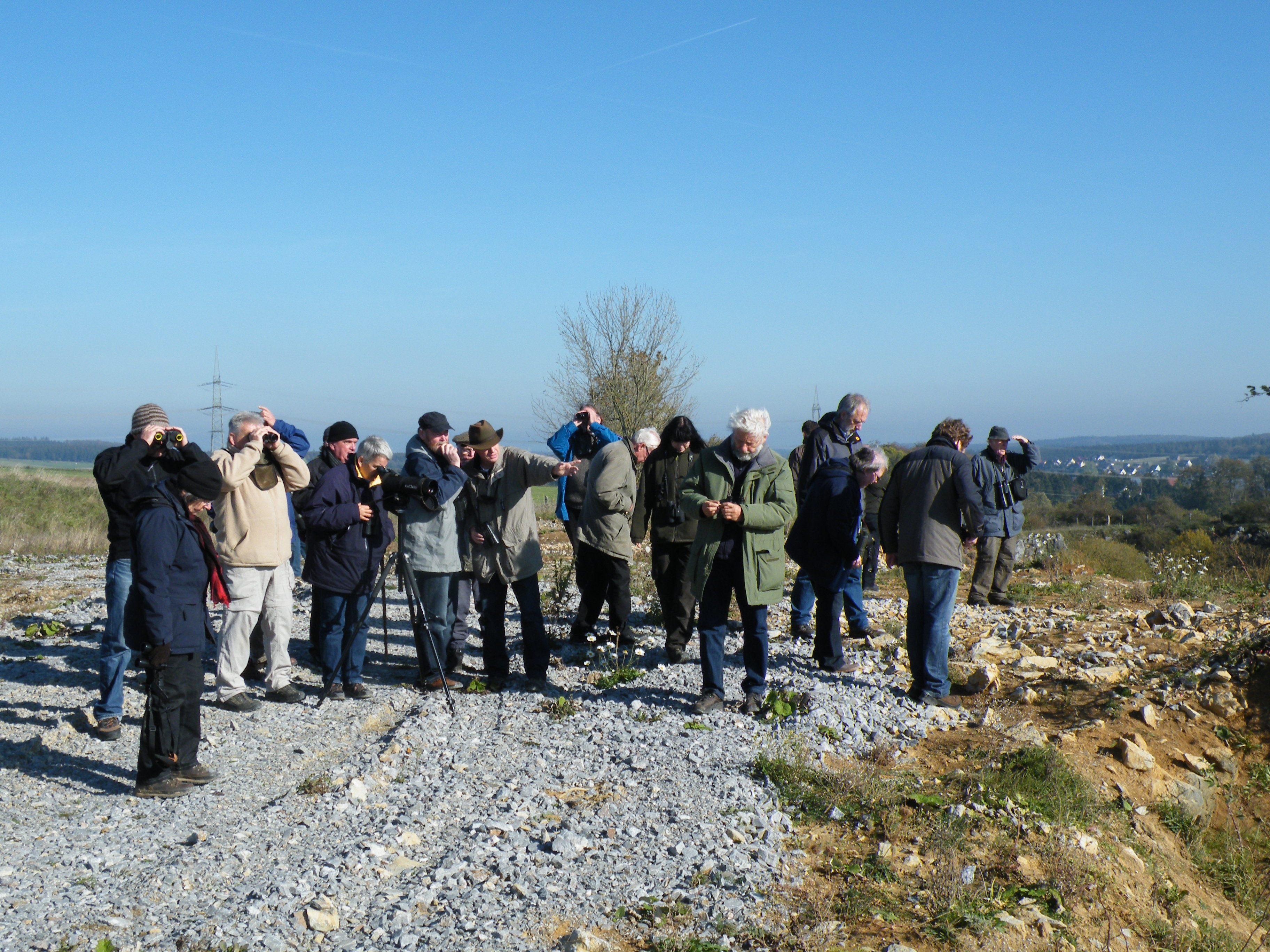
Exkursion während der Jahrestagung der AG Eulen 2011 in einem Steinbruch von Rheinkalk

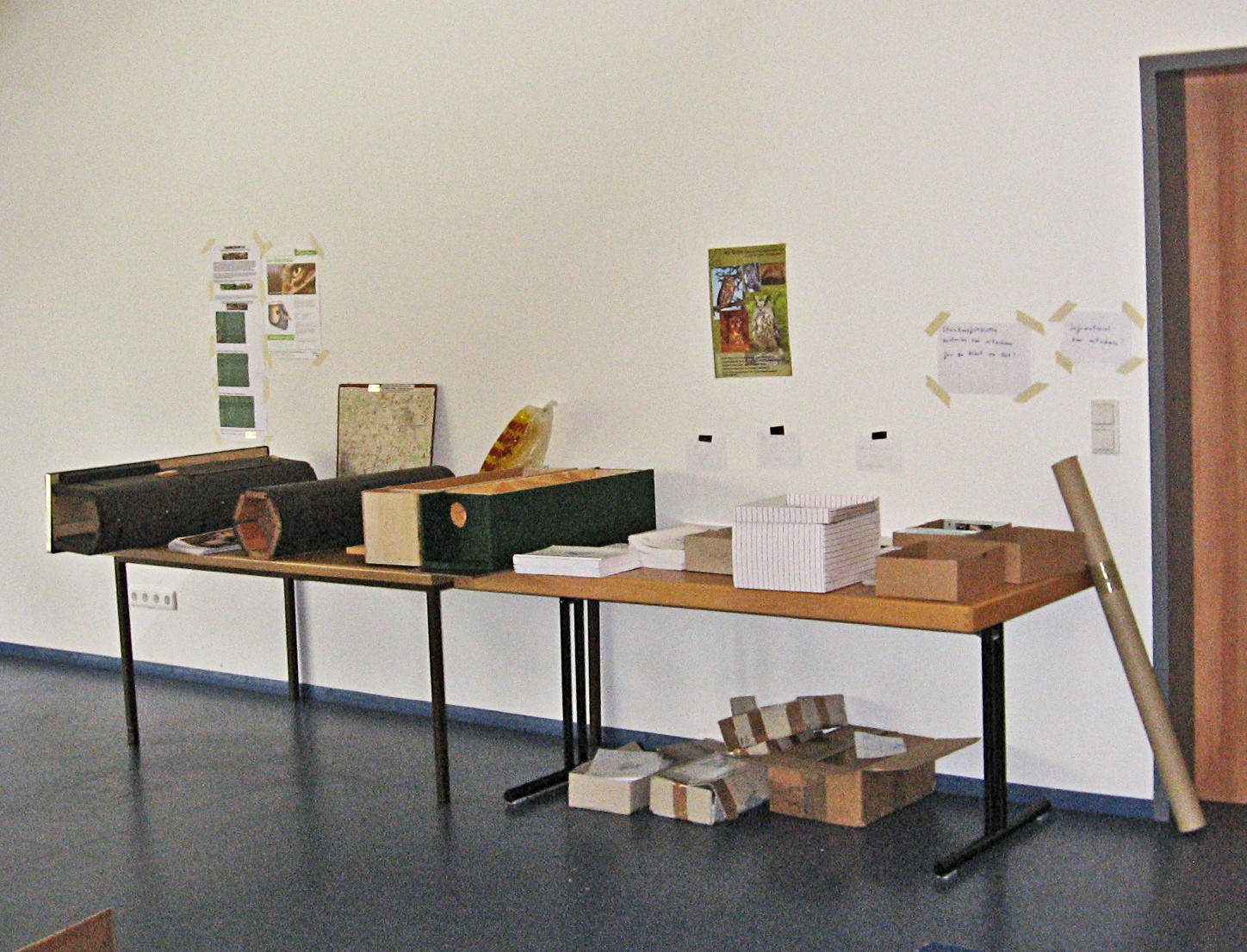
Stand der AG Eulen bei der Fachtagung „Gefährdung und Schutz des Steinkauzes in Deutschland“ in Metelen

Die  Deutsche Arbeitsgemeinschaft zum Schutz der Eulen e.V. (AG Eulen) ist ein deutschlandweit aktiver Naturschutzverband, der sich mit Erforschung und dem Schutz der Eulen beschäftigt. Die AG Eulen ist ein eingetragener gemeinnütziger Verein. Sie versteht sich als Zusammenschluss der deutschsprachigen Eulenfachleute. Neben Einzelpersonen können Arbeitsgruppen, Vereine, Verbände und Institutionen Mitglied sein.
Der Verein betreibt Natur- und Artenschutz, indem er Wissen und Erfahrungen zur Biologie und zum Schutz der Eulen sammelt, bewertet und weitergibt. Für jede in Deutschland vorkommende Eulenart gibt es einen Art-Spezialisten und für jedes Bundesland einen Landesvertreter. Jedes Jahr wird eine Tagung an wechselnden Orten, meist innerhalb Deutschlands, in Zusammenarbeit mit örtlich arbeitenden Vereinen oder Gruppen organisiert.

## Geschichte
Im Dezember 1974 wurde in Soest (Nordrhein-Westfalen) eine Steinkauz-AG als Arbeitsgemeinschaft der Westfälischen Ornithologen-Gesellschaft und der Gesellschaft Rheinischer Ornithologen von ca. 30 anwesenden Personen gegründet. Im März 1975 wurde in Alsdorf die Schleiereulen-AG der beiden ornithologischen Gesellschaften gegründet. Im Jahr 1976 hielten beide Arbeitsgemeinschaften noch getrennte Tagungen ab. Ende 1976 wurden sie als Arbeitsgemeinschaft zum Schutz bedrohter Eulen, abgekürzt AG Eulen, vereinigt. Beim Zusammenschluss wurde beschlossen jährlich Informationsblätter und Merkblätter zu Spezialthemen herausgeben und Mitgliederzusammenkünfte zu veranstalten.
In einem ersten Positionspapier wurde 1976 gefordert: Das Ziel der AG ist der Schutz der Eulen auf wissenschaftlicher Basis. 1978 erfolgte die Publikation der von der AG erarbeiteten einheitlichen Methodenstandards für die Erfassung von Steinkäuzen. Im Jahr 1979 erfolgte die Ausdehnung des Arbeitsgebietes auf die gesamte damalige Bundesrepublik Deutschland. Die AG Eulen schloss sich, mit Unterstützung des damaligen DBV-Präsidenten Claus König, dem Bundesverband des DBV an. 1981 wurde die erste bundesweite Tagung Biologie und Schutz von Steinkauz und Schleiereule mit 150 Teilnehmern an der Universität in Gießen durchgeführt. Bei der zweiten bundesweiten Eulen-Tagung 1985 mit 190 Teilnehmern wurden jetzt schon fünf Eulenarten in Vorträgen behandelt.
Ab 1985 fanden jährlich Tagungen der AG Eulen statt, einzig 1988 war ohne Tagung. 1986 folgte im Wasserschloss Mitwitz eine bundesweite Raufußkauz- und Sperlingskauz-Tagung. Im gleichen Jahr wurden detaillierte Untersuchungen von 1974 bis 1984 der Habitatansprüche des Steinkauzes in Deutschland veröffentlicht. In Homburg an der Saar fand 1990 die erste gesamtdeutsche Eulen-Tagung statt.
Ab 1990 erfolgte eine enge Zusammenarbeit mit der Arbeitsgemeinschaft zur Wiedereinbürgerung des Uhus (AzWU). Ab 1994 übernahm die AG Eulen die Aufgaben der Bundesarbeitsgruppe (BAG) Eulenschutz im Bundesfachausschuss (BFA) Ornithologie und Vogelschutz des NABU. 1994 war die AG Eulen Mitveranstalter des 3. internationalen Symposiums Populationsökologie von Greifvogel- und Eulenarten des Monitoring Greifvögel und Eulen Europas in Friedrichsbrunn. Die AG Eulen führte ihre Jahrestagung auf dem Symposium durch. Im Jahr 1995 war die AG Eulen Mitveranstalter der Tagung Rauhfußkauz und Sperlingskauz in Deutschland in Bad Blankenburg. Ab 2000 hat die AG eine Homepage mit der Adresse www.ageulen.de eingerichtet. Die AG Eulen legte im Oktober 2015 auf Beschluss der Mitgliederversammlung der AG Eulen die Funktion als Bundesarbeitsgruppe (BAG) Eulenschutz im Bundesfachausschuss Ornithologie und Vogelschutz des Naturschutzbund Deutschland (NABU) nieder.
Im Jahr 2000 folgte die erste Internationale Tagung der AG Eulen im Harz, mit Referenten und Teilnehmern aus ganz Europa. Dabei handelte es sich um das 2. Europäische Eulen-Symposium. Zu der Tagung in St. Andreasberg kamen 220 Teilnehmer. Die Tagungssprachen waren Deutsch und Englisch.  Es gab 44 Vorträge und 24 Poster. Neben 30 Beiträgen aus Deutschland gab es solche aus Finnland (6), der Schweiz (6), Weißrussland (4), Tschechien/Slowakei (4), Großbritannien (3), den Niederlanden (3), Dänemark (2), Italien (2), Polen (2), Belgien (1), Bulgarien (1), Frankreich (1), Norwegen (1) und Slowenien (1). Ab 2002 führte die AG alle vier Jahre mit dem Monitoring Greifvögel und Eulen Europas das internationale Symposium Populationsökologie von Greifvogel- und Eulenarten durch. 2003 führte die AG in Dornbirn, Vorarlberg, das 3. europäische Eulen-Symposium Ökologie und Schutz europäischer Eulen im Inatura durch. An dieser Tagung nahmen insbesondere zahlreiche Österreicher und Schweizer teil.
2004 war die AG Eulen Mitveranstalter der Fachtagung Steinkauzschutz in Nordrhein-Westfalen im Landwirtschaftszentrum Haus Riswick in Kleve. 2005 wurde der Uhu unter Mitwirkung der AG Vogel des Jahres. Die AG war Mitveranstalter der Internationalen Uhu-Tagung in Aschaffenburg. Im Jahr 2008 war die AG Mitveranstalter der World Owl Conference in Groningen. Während dieser Welteulenkonferenz fand an einem Nachmittag auch die Jahrestagung der AG Eulen statt. Im Oktober 2008 wurde aus der Arbeitsgemeinschaft ein eingetragener Verein mit dem geänderten Namen Deutsche Arbeitsgemeinschaft zum Schutz der Eulen e.V. -  AG Eulen. 2011 war die AG Eulen erneut Mitveranstalter der Steinkauz-Tagung Gefährdung und Schutz des Steinkauzes in Deutschland im Artenschutzzentrum Metelen. Seit Mai 2014 hat die AG Eulen ein Facebookprofil. Im Jahr 2017 war die AG Eulen Mitveranstalter der World Owl Conference in Evora (Portugal) und wurde Mitglied im Deutschen Rat für Vogelschutz (DRV).

## Eulen-Rundblick
Im Jahr 1975 kam zum ersten Mal ein Info der AG Eulen im DIN A 5 Format heraus. Aus dem Info wurde ab der Nr. 37 der Rundbrief der AG im DIN A 5 Format. Dieser Rundbrief der AG Eulen wurde 1993 zur Fachzeitschrift Eulen-Rundblick im DIN A 4 Format mit der ersten Nummer 39. Seit 2007 erscheint pro Jahr eine Ausgabe.
Im Eulen-Rundblick werden Originalarbeiten über Eulen bzw. Eulenforschung und Schutz, Besprechungen von Fachliteratur über Eulen, Nachrichten über Eulenthemen und Informationen über die AG Eulen veröffentlicht. Artikel über die Vorträge der Jahrestagungen können seit 2004 im jeweils folgenden Eulenrundblick veröffentlicht werden. Tagungsbeiträge von einzelnen Tagungen wurden auch in Sonderheften von Fachzeitschriften wie Die Vogelwelt  und Vogel und Umwelt veröffentlicht.

## Mitglieder
Seit den 1990er-Jahren sind fast alle deutschen Eulenfachleute Mitglied. Hinzu kommen Mitglieder in allen Nachbarländern. Einzelne Mitglieder kommen auch aus anderen europäischen Ländern, insbesondere aus Osteuropa, und den USA. Etwa 20 % der Mitglieder sind andere Arbeitsgruppen bzw. Gruppen anderer Naturschutzverbände, insbesondere des NABU, ferner auch Behörden. Die Mitgliederzahl stieg in drei Phasen stark an. Den ersten größeren Mitgliederzuwachs gab es Ende der 1970er-Jahre, als das Arbeitsgebiet auf die ganze Bundesrepublik ausgeweitet wurde, dann Mitte der 1980er-Jahre, als die inhaltliche Ausweitung auf alle Eulenarten beschlossen wurde, und dann nach der deutschen Wiedervereinigung Anfang der 1990er-Jahre.

### Vorsitzende
- 1974–1987 Klaus-Michael Exo
- 1988–1989 Albert Harbodt
- 1990–1994 Karl Radler
- 1994–1998 Wolfgang Scherzinger
- 1999–2004 Ortwin Schwerdtfeger
- 2004–2007 Hubertus Illner
- 2007–2017 Jochen Wiesner
- seit 2017 Michael Jöbges